# Lingay (ö i Storbritannien, lat 57,68, long -7,25)
Lingay är en ö i Storbritannien.   Den ligger i kommunen Yttre Hebriderna och riksdelen Skottland, i den nordvästra delen av landet, 800 km nordväst om huvudstaden London.